# Histoire philatélique et postale du royaume de Sardaigne

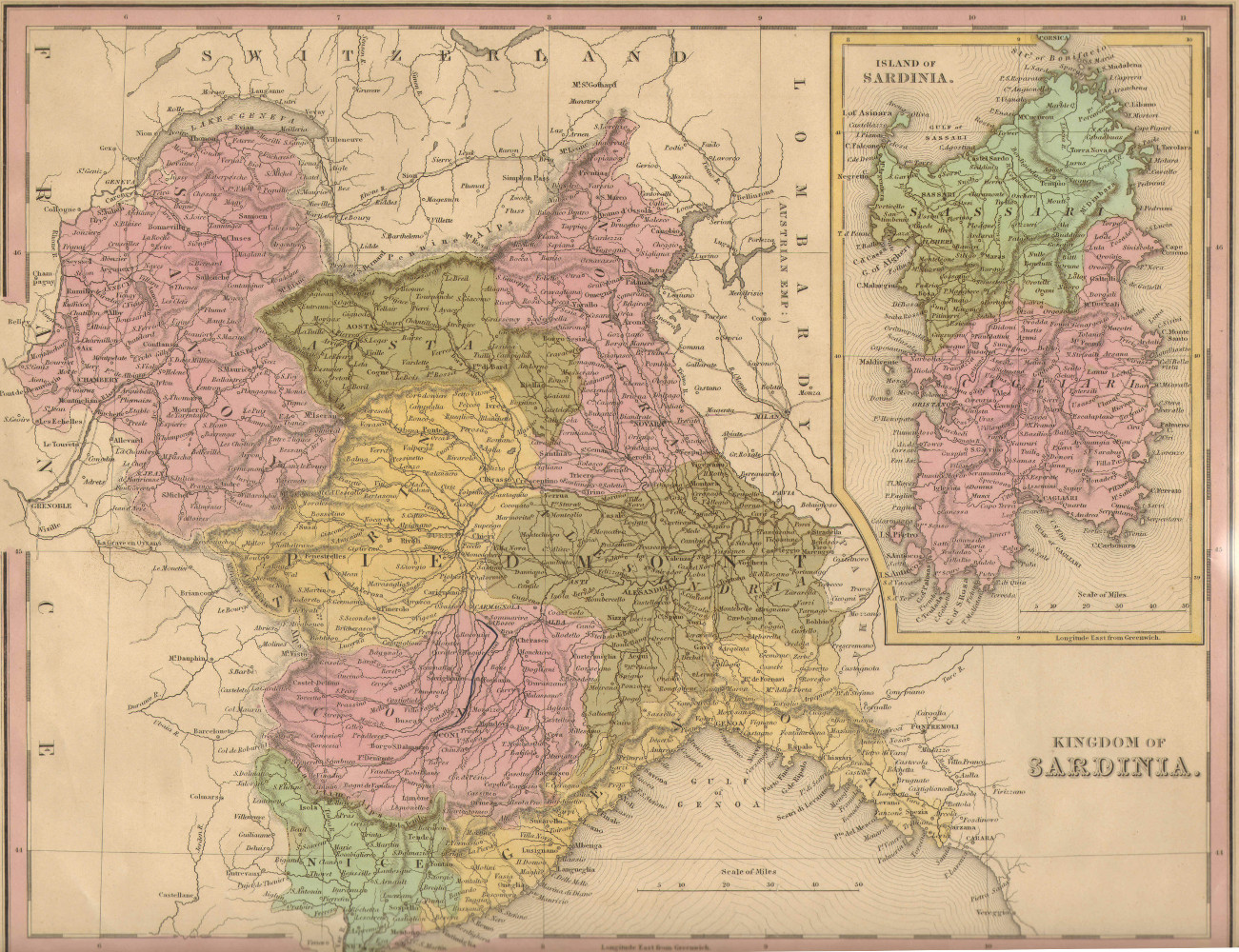
Royaume de Sardaigne (1839)

Ceci est une introduction à l'histoire postale et philatélique du royaume de Sardaigne.
Cette histoire est fortement liée à celle de la France par l'occupation française sous le Premier Empire, et par le fait que trois départements (Alpes-maritimes, Savoie, Haute-Savoie) sont issus de ce Royaume.

## Départements français

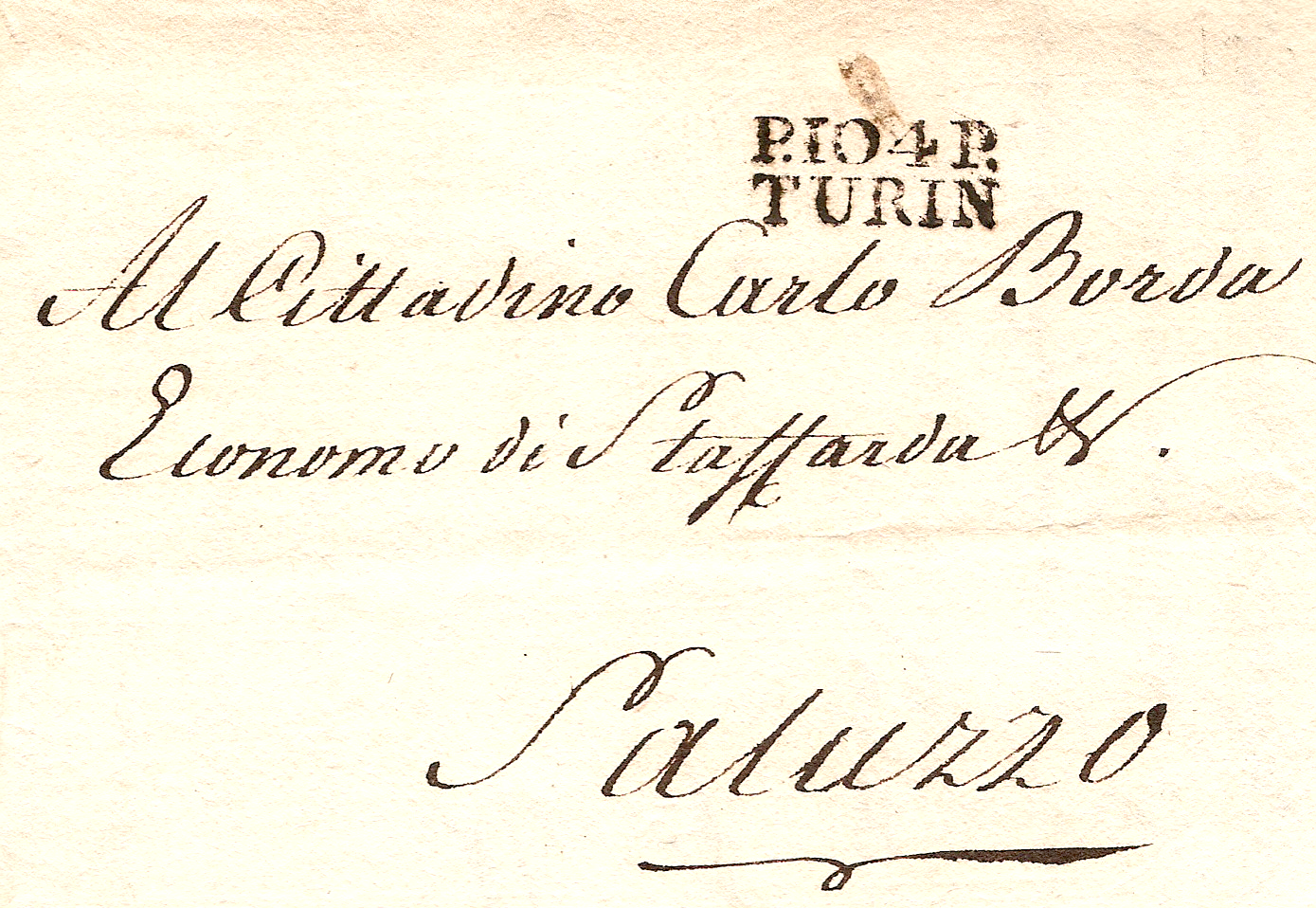
Lettre, datée probablement de 1810, en port payé avec marque postale linéaire 104 Turin.

Une grande partie du royaume de Sardaigne a été occupée par la France peu après la Révolution française et sous l'Empire. Cette région a été organisée en départements (voir Liste des 130 départements de 1811. L'administration postale a donc mis en place des marques postales linéaires sur le même modèle que celui de la France. Ainsi Turin était le chef-lieu du département du Pô et avait comme numéro de département 104. On trouve donc des lettres avec la marque 104 TURIN
Dans certains cas (Savoie et Alpes-maritimes), cette étape a constitué une préfiguration de l'intégration à la France en 1861.

### Mont-Blanc et Léman
La Savoie a été sous administration française du 27 novembre 1792 au 31 décembre 1815. Ceci a donné lieu à la création de deux départements : le Mont-Blanc en 1792 (numéro 84) et le Léman en 1798 (numéro 99). 

### Apennins
Le département des Apennins a été sous administration française du 6 juin 1805 au 21 mai 1814. Son numéro de département était le 110.
| Ville      | Marque port du | Marque port payé    | Marque déboursé          | Date | remarques                            |
| ---------- | -------------- | ------------------- | ------------------------ | ---- | ------------------------------------ |
| Chiavari   | 110 CHIAVARI   | P 110 P CHIAVARI    | 110 DEBOURSÉ DE CHIAVARI | 1805 |                                      |
| Borgomaro  | 110 BORGO-TARO | P. 110 P BORGO-TARO | manuscrit                | 1806 |                                      |
| Fivizzano  | 110 FIVIZZANO  | P. 110 P FIVIZZANO  | D 110 B FIVIZZANO        | 1808 |                                      |
| Levanto    | 110 LEVENTO    | P. 110 P LEVENTO    | D 110 B LEVENTO          | 1807 |                                      |
| Pontremoli | 110 PONTREMOLI | P. 110 P PONTREMOLI | D 110 B PONTREMOLI       | 1808 |                                      |
| Recco      | 110 RECCO      |                     |                          | 1810 | aurait dû avoir le numéro 87 (Gênes) |
| Sarzana    | 110 SARZANA    | P 110 P SARZANA     | manuscrit                | 1806 |                                      |
| La Spezia  | 110 LA SPEZZIA | P 115 P LA SPEZZIA  |                          | 1809 |                                      |

### Doire
Le département de la Doire a été sous administration française du 2 avril 1801 au 21 mai 1814. Son numéro de département était le 109.
| Ville    | Marque port du | Marque port payé | Marque déboursé | Date | remarques |
| -------- | -------------- | ---------------- | --------------- | ---- | --------- |
| Ivrée    | 109 IVREE      | P 109 P IVREE    | D.110.B. IVREE  | 1802 |           |
| Aoste    | 1O9 AOSTE      |                  |                 | 1802 |           |
| Chivasso | 109 CHIVASSO   |                  |                 | 1802 |           |
| Cuorgnè  | 109 COURGNIÉ   | P 109 P COURGNIÉ | manuscrit       | 1802 |           |
| Verrès   | 109 VERRÈS     |                  |                 | 1811 |           |

### Gênes
Le département de Gênes a été sous administration française du 6 juin 1805 au 21 mai 1814. Son numéro de département était le 87 (reprise du numéro précédemment attribué au Mont-Terrible).
| Ville       | Marque port du | Marque port payé    | Marque déboursé | Date | remarques                                          |
| ----------- | -------------- | ------------------- | --------------- | ---- | -------------------------------------------------- |
| Gênes       | 87 GENES       | PORT-PAYÉ GÉNES 87. | Deb. 87. GÊNES  | 1805 |                                                    |
| Bobbio      | 87 BOBBIO      | P87P BOBBIO         | -               | 1806 |                                                    |
| Novi Ligure | 87 NOVI        | P87P NOVI           | Deb.87. NOVI    | 1805 |                                                    |
| Recco       | 110 RECCO      | P87P RECCO          | -               | 1807 | Il y a eu une erreur de numéro (110 au lieu de 87) |
| Tortona     | 87 TORTONE     | P87P TORTONE        | manuscrit       | 1806 |                                                    |
| Voghera     | 87 VOGHERE     | P87P VOGHERE        | Plusieurs types | 1805 |                                                    |
| Voltri      | 87 VOLTRI      | P97P VOLTRI         | -               | 1808 |                                                    |

### Marengo
Le Marengo a été sous administration française du 1er avril 1801 au 21 mai 1814. Son numéro de département était le 106.
La table ci-dessous énumère les différents bureaux de poste avec des exemples de marques postales utilisées. Les marques de type « P 85 P » étaient utilisées pour les envois en port payé. Les marques dites de déboursé correspondent à des problèmes d'acheminement. La plupart des marques ont donné lieu à plusieurs tampons de formats différents (dimensions). Plusieurs couleurs d'encre ont également été employées. Pour les collectionneurs, les cotations sont naturellement très différentes entre ces diverses variétés.
| Ville                | Marque (exemple)  | Date | Cotation | remarques                             |
| -------------------- | ----------------- | ---- | -------- | ------------------------------------- |
| Alexandrie           | 106 / ALEXANDRIE  | 1801 | de D à E | 2 formats, 2 couleurs (noir et rouge) |
| Asti                 | 106 / ASTI        | 1805 | de D à E | Antérieurement au Tanaro              |
| Casale Monferrato    | 106 / CAZAL       |      | de D à E |                                       |
| Montecalvo Versiggia | 106 / MONT-CHAUVE | 1808 | E        |                                       |
| Montecalvo Versiggia | 106 / MONTE-CALVO | 1813 | F        |                                       |
| Tortona              | 106 / TORTONNE    |      | E        |                                       |
| Valenza              | 106 / VALENCE     | 1802 | E        |                                       |
| Voghera              | 106 / VOGHERA     | 1802 | E        |                                       |
| Voghera              | P 106 P / VOGHERA | 1804 | F        | 2 couleurs (noir et rouge)            |

### Montenotte
Le Montenotte a été sous administration française du 6 juin 1805 au 21 mai 1814. Son numéro de département était le 108 (reprise du numéro précédemment attribué au Tanaro dont une partie a été absorbée par le Montenotte).
| Ville            | Marque (exemple) | Date | Cotation | remarques |
| ---------------- | ---------------- | ---- | -------- | --------- |
| Savone           | 108 SAVONE       |      |          |           |
| Acqui Terme      | 108 ACQUI        |      |          |           |
| Acqui Terme      | P 108 P ACQUI    |      |          |           |
| Acqui Terme      | DEBE. d'Acqui    | 1805 |          |           |
| Alassio          | 108 ALASSIO      |      |          |           |
| Albenga          | 108 ALBENGA      |      |          |           |
| Cairo Montenotte | 108 CAIRO        |      |          |           |
| Ceva             | 108 CÉVA         |      |          |           |
| Diano Marina     | 108 DIANO-MARINE |      |          |           |
| Finale Ligure    | 108 FINALE       |      |          |           |
| Loano            | 108 LOANO        |      |          |           |
| Nizza Monferrato | 108 NIZZA        |      |          |           |
| Pietra Ligure    | 108 LA PIETRA    |      |          |           |

### Pô
Le département du Pô a été sous administration française du 2 avril 1801 au 21 mai 1814. Son numéro de département était le 104.
| Ville          | Marque (exemple)         | Date | Cotation | remarques                  |
| -------------- | ------------------------ | ---- | -------- | -------------------------- |
| Turin          | 104 TURIN                | 1801 | de C à D |                            |
| Turin          | P. 104. P / TURIN        | 1802 | D        |                            |
| Avigliano      | 104 AVIGLIANO            | 1812 |          |                            |
| Carmagnole     | 104 CARMAGNOLE           | 1802 |          |                            |
| Chieri         | 104 CHIERI               | 1802 |          |                            |
| Chieri         | P 104 P / CHIERI         | 1802 |          |                            |
| Chieri         | déboursé de Chieri       | 1802 |          | manuscrit                  |
| Chieri         | 104 QUIERS               | 1809 |          |                            |
| Chieri         | P 104 P /QUIERS          | 1809 |          |                            |
| Mont-Cenis     | 104 HOSPICE DU MONTCENIS | 1812 |          | empreinte en noir et rouge |
| Lanzo Torinese | 104 LANZO                |      |          |                            |
| Pignerol       | 104 PIGNEROLE            |      |          |                            |
| Susa           | 104 SUZE                 |      |          |                            |

### Sésia
Le département de la Sésia a été sous administration française du 2 avril 1801 au 21 mai 1814. Son numéro de département était le 107.
| Ville     | Marque port du | Marque port payé  | Marque déboursé | Date | remarques                   |
| --------- | -------------- | ----------------- | --------------- | ---- | --------------------------- |
| Verceil   | 107 VERCEIL    | P 107 P VERCEIL   | manuscrit       | 1802 | empreintes rouges ou noires |
| Biella    | 107 BIELLE     | P 107 P BIELLE    | -               | 1802 | empreintes rouges ou noires |
| Gattinara | 107 GATTINARA  | P 107 P GATTINARA | -               | 1812 |                             |

### Stura
Le département de la Stura a été sous administration française du 2 avril 1801 au 21 mai 1814. Son numéro de département était le 105.
Il a subi une réorganisation en 1805.
| Coni       | 105 CONI        |
| Alba       | 105 ALBE        |
| Bra        | 105 BRA         |
| Caraglio   | 105 CARAGLIO    |
| Cherasco   | 105 CHERASCO    |
| Ceva       | 105 COEVA       |
| Cortemilia | 105 COURTEMILLE |
| Dronero    | 105 DRONERO     |
| Fossano    | 105 FOSSANO     |
| Mondovi    | 105 MONDOVI     |
| Saluzzo    | 105 SALUCE      |
|            | 105 SALUCES     |
| Savigliano | 105 SAVIGLIANO  |

### Tanaro
Le département du Tanaro a été sous administration française à partir du 2 avril 1801. Il a été démembré le 6 juin 1805 et réparti entre le Montenotte, la Stura et le Marengo.
| Ville       | Marque port du | Marque port payé | Marque déboursé | Date | remarques |
| ----------- | -------------- | ---------------- | --------------- | ---- | --------- |
| Asti        | 108 ASTI       | P 108 P ASTI     | DEBE. d'Asti    | 1801 |           |
| Acqui Terme | 108 ACQUI      | P 108 P ACQUI    | manuscrit       | 1802 |           |
| Alba        | 108 ALBA       | P 108 P ALBA     | manuscrit       | 1801 |           |

## Le Royaume de 1814 à 1850
À partir de 1818, la poste du royaume de Sardaigne émet des cartes lettres prépayées comportant un cavalier sonnant du cor et appelé par les philatélistes des cavallini.

### Réforme postale

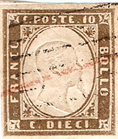
Timbre de 1855 à l'effigie en relief de Victor-Emmanuel II

Les premières émissions de timbres datent de 1851.